# 1901
1901 (MCMI) var ett normalår som började en tisdag i den gregorianska kalendern och ett normalår som började en måndag i den julianska kalendern.

## Händelser

### Januari
- 1 januari

Australiska statsförbundet

  - Australiska statsförbundet bildas av några brittiska besittningar i Oceanien [1].
  - Den svenska namnlängden läggs om och en ny almanacka införs.
- 6 januari – Kristna nykterhetskvinnor i New York kallar kyssandet "barbariskt och osunt", och vill avskaffa det [2].
- 22 januari – När Storbritanniens regerande drottning Viktoria dör efter 63 år på tronen blir hennes son Edvard VII kung av Storbritannien.
- 31 januari – Anton Tjechovs drama "Tre systrar" har urpremiär på Konstnärliga teatern i Moskva, Ryssland [1].

### Februari
- 7 februari – Våldsamma bränder rasar i oljefälten vid Baku, Ryssland [3].
- 9 februari – De första Nordiska spelen arrangeras i Stockholm, ett veckolångt nordiskt vintersportevenemang organiserat som olympiska spelen [1] och är Skandinaviens största idrottstävling [4]. Spelens syfte är att stärka den nordiska samhörigheten, och marknadsföra Sverige som turistland om vintrarna [5].
- 12 februari – På Nybrovikens is genomförs för första gången i Sverige en "offentlig tävlan i hockey" (vilket är bandy, eftersom bandy vid denna tid också kallas "Hockey on the ice").
- 16 februari – Annebergs spinneri i Borås brinner ner, varvid 400 personer blir arbetslösa.
- 22 februari – Örebro pappersbruk, senare Örebro kartongbruk, grundläggs.

### Mars

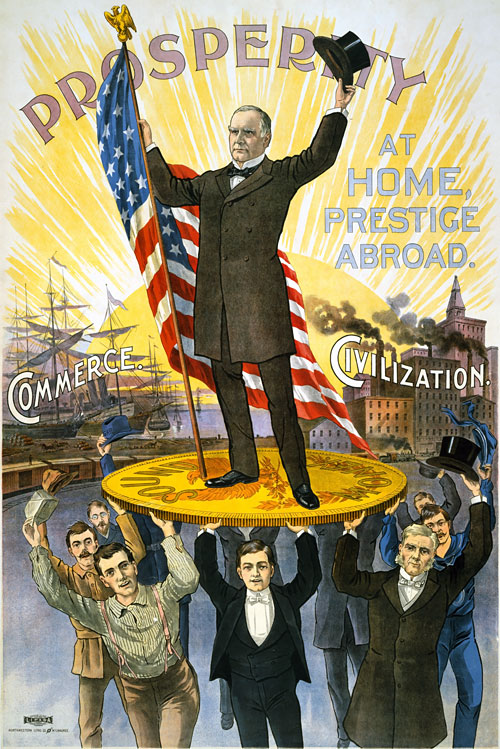
William McKinley

- 4 mars – William McKinley tillträder sin andra presidentperiod i USA.[6]. New Yorks guvernör, Theodore Roosevelt, blir McKinleys nye vicepresident.
- 29 mars – Franska deputeradekammaren antar föreningslagen.[6]

### April
- 29 april – Blodiga slagsmål uppstår mellan judiska studenter och antisemiter vid Budapests universitet [2].

### Maj
- 1 maj – Rekorddeltagande i första maj-demonstrationerna i Sverige, med 18 000 deltagare i Stockholm, 5 000 i Göteborg och 6 000 i Malmö [4].
- 9 maj – Vid en storbrand i Åmål, Sverige brinner 59 hus ner och kulturella värden går till spillo [3]
- 20 maj – Byggandet av Bodens fästning i Sverige påbörjas.
- 23 maj – Sveriges riksdag beslutar att införa allmän värnplikt. Övningstiden blir 240 dagar för värnpliktiga i armén [1]. Indelningsverket, inrättat 1682, avskaffas därmed [5]. I flottan blir övningstiden 300 dagar, och för specialförband 365.
- 25 maj – Norges kvinnor blir först ut i Europa att få kommunal rösträtt, om de på landsbygden betalat minst 300 NOK i skatt och i städerna minst 400 NOK [1].
- 28 maj – Finländska värnpliktslagen förkastas av den ryska rikskonseljen.[6]

### Juni
- 4 juni – Artur Hazelius begravs. 100 000 människor följer kistan med stoftet, som färdas till Hedvig Eleonora kyrka [5].
- 15 juni – Gävleutställningen öppnas.[6]
- 22 juni – Föreningslagen antas av franska senaten.[6]
- 24 juni – Ingen vill köpa när 19-årige spanjoren Pablo Picassos tavlor visas på galleri i Paris [2].

### Juli
- 7 juli – Hasse Zetterström och OA (Oskar Andersson) tar över skämttidningen Söndags-Nisse [2].
- 16 juli – Den ryske tsaren, Nikolaus II, beslutar upplösa den finländska militären.[6]
- 17 juli – Gyttorps krutfabrik exploderar, varvid fyra personer omkommer.
- 24 juli – Danmarks första Venstre-ministär bildas [7].

### Augusti
- 24 augusti – Carl Ludvig Granlund, alias Gardist-Kalle, mördar sin hyresgäst Per Johan Berglund.
- 28 augusti – Silliman University grundas och blir första amerikanska privatskolan i Filippinerna.[8]
- 29 augusti – De första elspårvagnarna provkörs i Stockholm och snart är hästspårvagnens tid förbi i den staden [1].

### September
- 3 september – Lutherska konferensen öppnas i Lund, ursprungligen en tysk front mot katolicismen. 1 300 personer deltar, vilket gör den till en av större konferenserna någonsin i Sverige [5].
- 6 september – USA:s president William McKinley blir föremål för ett attentat och avlider åtta dagar senare [1].
- 7 september – Boxarupproret i Kina slut genom undertecknandet av Pekingprotokollet [1].
- 12 september – Malmö nya museum invigs av stadsfullmäktiges nye ordförande Carl Heslow [5].
- 14 september – Theodore Roosevelt tillträder som USA:s president vid William McKinleys frånfälle [1].
- 18–21 september – Den ryske tsaren är på statsbesök i Frankrike.[6]

### Oktober
- 11 oktober – Svensk premiär för boxning inför publik på Tivoli i Malmö.
- 21 oktober – Helsingfors spårvägar tar hästspårvagnarna ur trafik.[9]
- 15 oktober – Hjalmar Söderbergs roman Martin Bircks ungdom utkommer och får positivt mottagande [1].
- 16 oktober – Första svenska Antarktisexpeditionen under Otto Nordenskjöld lämnar Göteborgs hamn med fartyget Antarctic. Resan bidrar med fynd till kontinentalförskjutningsteorin [5].
- 24 oktober – Annie Taylor åker nerför Niagarafallen i en tunna [2].

### November
- 20 november–4 december – USA skickar soldater till norra Colombia för att skydda amerikansk egendom vid Panamanäset och skydda resvägar under revolutionär aktivitet [10].

### December

Hjalmar Hammarskjöld blir svensk justitieminister.

- 5 december – Hjalmar Hammarskjöld blir Sveriges justitieminister.

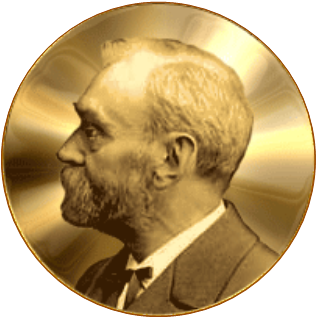
Nobelpriset.

- 10 december – De första Nobelprisen delas ut i Stockholm. Prissumman för varje belönad uppgår till 150 800 SEK [1]. Bland pristagarna finns Wilhelm Röntgen, som upptäckt röntgenrstrålarna [4]. Francois Prudhomme får litteraturpriset. Fredspriset delas ut i Kristiania och delas av Henri Dunant och Frédéric Passy [5].
- 12 december – Första radiosignalen skickas över Atlanten då italienske fysikern Guglielmo Marconi lyckas sända trådlösa radiosignaler från Cornwall i sydvästra England till Newfoundland i Kanada.[1][11].
- 21 december
  - Amerikanen King Camp Gillette tar patent på en rakhyvel med utbytbart stålblad [2].
  - Amerikanska dansaren Isadora Duncan gör sensation i Paris med sin "fria, starkt expressiva dans" [2].
  - Den engelske ingenjören James Gibb lanserar en ny sport, pingpong [2].
- Norge går till kommunalval.
- 31 december – Vid nyårsfirandet på Skansen läses Nyårsklockan av regissören och skådespelaren Konstantin Axelsson.

### Okänt datum
- Oljeborrningar inleds i Persien.[7]
- I Storbritannien med 38 miljoner invånare detta år, utgör 1,7 miljoner av dem kvinnligt tjänstefolk, och 140 000 manligt.[12]
- Nederländerna inför obligatorisk utbildning för barn i åldrarna 6-12 år.
- Norrmännen börjar anlägga gränsbefästningar mot Sverige.
- Svenska kvinnor får rätt till fyra veckors ledighet utan lön vid förlossning.
- Stockholms fondbörs omorganiseras och öppnar i modern version.
- Svenska Journalistföreningen (som 1950 byter namn till Svenska Journalistförbundet och därefter till Journalistförbundet) grundas.
- Den första svenska olycksfallsförsäkringen i industrin instiftas.
- Jugendstilen lanseras i Sverige.
- Kvinnoorganisationen Bulgariska Kvinnounionen bildas.
- Stockholms Folkets hus invigs.
- Tidningen Affärsvärlden grundas av Helmer Key, som ett komplement till Svenska Dagbladet.
- Uppfinnaren Fredrik Ljungström konstruerar mjölkningsmaskinen Beta, som AB Separator blir intresserat av.
- Selma Lagerlöf och Valborg Olander träffas [13]
- 1901 års släktnamnsförordning införs.

## Födda

### Första kvartalet

#### Januari
- 3 januari – Ngo Dinh Diem, vietnamesisk politiker, Sydvietnams president 1955–1963. (död 1963)
- 5 januari – Klaus Bonhoeffer, tysk jurist och motståndskämpe. (död 1945)
- 9 januari – Chic Young, amerikansk serietecknare – Blondie. (död 1973)
- 10 januari – Henning von Tresckow, tysk militär, generalmajor 1944. (död 1944)
- 14 januari – Alfred Tarski, polsk logiker. (död 1983)
- 16 januari – Fulgencio Batista, kubansk politiker, president 1933–1944 och 1952–1959. (död 1973)
- 17 januari
  - Herbert Grevenius, svensk dramatiker, manusförfattare och journalist. (död 1993)
  - Aron Gurwitsch, tysk filosof. (död 1973)
- 20 januari – Alf Östlund, svensk skådespelare och manusförfattare. (död 1974)
- 28 januari – Margareta Bergman, svensk skådespelare. (död 1990)
- 29 januari – Mary Eaton, amerikansk dansare och skådespelare. (död 1948)

#### Februari
- 1 februari – Clark Gable, amerikansk filmskådespelare. (död 1960)
- 2 februari – Jascha Heifetz, amerikansk violinist. (död 1987)
- 16 februari – Heinrich Gley, tysk SS-officer. (död 1985)
- 20 februari – Muhammad Naguib, egyptisk general, president 1953–1954. (död 1984)
- 23 februari
  - Erhard Heiden, tysk SS-officer, Reichsführer-SS 1927–1929. (död 1933)
  - Ivar Lo-Johansson, svensk författare[4]. (död 1990)
- 25 februari – Zeppo Marx, amerikansk komiker. (död 1979)
- 28 februari – Linus Pauling, amerikansk kemist, nobelpris i kemi 1954 och fred 1962. (död 1994)

#### Mars
- 2 mars – Grete Hermann, tysk matematiker, filosof och fysiker. (död 1984)
- 11 mars – Wilton E. Hall, amerikansk demokratisk politiker, senator 1944–1945. (död 1980)
- 14 mars – Sid Atkinson, sydafrikansk häcklöpare. (död 1977)
- 17 mars – Margit Rosengren, svensk operettsångerska (sopran), skådespelare. (död 1952)
- 25 mars – Rubén Azócar, chilensk författare. (död 1965)
- 21 mars – Karl Arnold, tysk politiker, förbundsrådets talman 1949–1950. (död 1958)
- 27 mars
  - Carl Barks, amerikansk serietecknare. (död 2000)
  - Sato Eisaku, japansk politiker, premiärminister 1964–1972, nobelpristagare. (död 1975)
- 28 mars – Märtha av Sverige, kronprinsessa av Norge. gift med Olav V. (död 1954)
- 29 mars – Uuno Kailas, finländsk författare. (död 1933)

### Andra kvartalet

#### April
- 5 april – Melvyn Douglas, amerikansk skådespelare. (död 1981)
- 6 april – Pier Giorgio Frassati, saligförklarad italiensk student och tertiar inom dominikanorden. (död 1925)
- 8 april – Arvid Richter, svensk sångare. (död 1963)
- 13 april – Sven Rüno, svensk kompositör, textförfattare, pianist och kapellmästare. (död 1960)
- 20 april
  - Karl Damström, svensk järnbruksarbetare och politiker. (död 1977)
  - Svea Holst, svensk skådespelare. (död 1996)
- 29 april
  - Kathrine Aurell, norsk-svensk författare och manusförfattare. (död 1986)
  - Hirohito, japansk kejsare 1926–1989. (död 1989)

#### Maj
- 1 maj – Antal Szerb, ungersk författare. (död 1945)
- 2 maj – Willi Bredel, tysk författare. (död 1964)
- 5 maj – Fritiof Billquist, svensk skådespelare och författare. (död 1972)
- 7 maj
  - Gary Cooper, amerikansk skådespelare. (död 1961)
  - Walther Wüst, tysk orientalist. (död 1993)
- 9 maj – Erik Olson, svensk konstnär. (död 1986)
- 10 maj – John Desmond Bernal, irländsk-brittisk fysiker. (död 1971)
- 11 maj – Rose Ausländer, tysk-amerikansk författare. (död 1988)
- 12 maj – Märta Arbin, svensk skådespelare. (död 1970)
- 18 maj – Vincent du Vigneaud, amerikansk biokemist, nobelpristagare. (död 1978)
- 20 maj – Max Euwe, nederländsk schackspelare. (död 1981)
- 23 maj – Edmund Rubbra, brittisk kompositör och pianist. (död 1986)
- 25 maj – Bellan Roos, svensk skådespelare. (död 1990)
- 29 maj – Inga Tidblad, svensk skådespelare[4]. (död 1975)

#### Juni
- 6 juni
  - Hellmuth Stieff, tysk militär, motståndskämpe under andra världskriget, generalmajor 1944. (död 1944)
  - Sukarno, indonesisk politiker, premiärminister 1945–1967. (död 1970)
- 10 juni – Birger Andersson, svensk redaktör och riksdagspolitiker (socialdemokrat). (död 1985)
- 11 juni – Gustaf Svensson i Vä, svensk folkskollärare och centerpartistisk riksdagspolitiker. (död 1997)
- 13 juni – Tage Erlander, svensk socialdemokratisk politiker, Sveriges statsminister 1946–1969[4]. (död 1985)
- 18 juni
  - Storfurstinnan Anastasia, dotter till Rysslands siste tsar. (död 1918)
  - Jeanette MacDonald, amerikansk sångerska och skådespelare. (död 1965)
- 22 juni – Rudolf Wittkower, tysk konsthistoriker. (död 1971)
- 29 juni
  - Putte Kock, svensk ishockey- och fotbollsspelare samt sportkommentator i TV[4]. (död 1979)
  - Nelson Eddy, amerikansk sångare och skådespelare. (död 1967)

### Tredje kvartalet

#### Juli
- 5 juli – Gustaf Hiort af Ornäs, svensk skådespelare och sångare. (död 1988)
- 6 juli – Syama Prasad Mookerjee, indisk politiker, grundare av partiet Bharatiya Jana Sangh. (död 1953)
- 9 juli – Barbara Cartland, brittisk författare. (död 2000)
- 25 juli – Oscar Rosander, svensk filmklippare, kortfilmsregissör och statistskådespelare. (död 1971)
- 28 juli – Rudy Vallée, amerikansk sångare, saxofonist, orkesterledare och skådespelare. (död 1986)
- 29 juli – Magnus Kesster, svensk skådespelare. (död 1975)
- 31 juli – Jean Dubuffet, fransk målare och grafiker. (död 1985)

#### Augusti
- 2 augusti – Ignatius Kung Pin-Mei, kinesisk kardinal. (död 2000)
- 3 augusti
  - John C. Stennis, amerikansk politiker, senator 1947–1989. (död 1995)
  - Stefan Wyszyński, polsk kardinal, Polens primas. (död 1981)
- 4 augusti – Louis Armstrong, amerikansk jazztrumpetare. (död 1971)
- 5 augusti – Claude Autant-Lara, fransk filmregissör, manusförfattare och politiker. (död 2000)
- 6 augusti – Dutch Schultz, amerikansk brottsling. (död 1935)
- 7 augusti – Konrad Heiden, tysk-amerikansk författare. (död 1966)
- 8 augusti – Ernest Lawrence, amerikansk fysiker, nobelpristagare 1939. (död 1958)
- 10 augusti – Mona Rüster, tysk bordtennisspelare. (död 1976)
- 17 augusti – Heðin Brú, färöisk författare. (död 1987)
- 18 augusti – Arne Borg, svensk simmare [4]. (död 1987)
- 20 augusti – Salvatore Quasimodo, italiensk författare, nobelpristagare. (död 1968)
- 23 augusti – John Sherman Cooper, amerikansk republikansk politiker, diplomat och jurist, senator 1946–1949, 1952–1955 och 1956–1973. (död 1991)
- 25 augusti – Kjeld Abell, dansk författare. (död 1961)
- 26 augusti
  - Chen Yi, kinesisk militär och politiker, utrikesminister 1958–1972. (död 1972)
  - Maxwell D. Taylor, amerikansk militär. (död 1987)
- 27 augusti
  - Heinrich Hauser, tysk författare. (död 1955)
  - Ivar Wahlgren, svensk skådespelare och sångare. (död 1983)
- 28 augusti – Hilding Gavle, svensk skådespelare. (död 1969)

#### September
- 3 september – Bullan Weijden, svensk skådespelare och sångerska. (död 1969)
- 8 september – Hendrik Verwoerd, sydafrikansk politiker, premiärminister 1958–1966. (död 1966)
- 14 september
  - Alex James, skotsk fotbollsspelare. (död 1953)
  - Andrej Vlasov, rysk militär. (död 1946)
- 18 september – Bengt Rodhe, svensk kompositör, musikarrangör, sångare och pianist. (död 1968)
- 19 september – Alvar Kraft, svensk kompositör, arrangör av filmmusik. (död 1959)
- 26 september
  - Arthur Hilton, svensk operadirektör och skådespelare. (död 1963)
  - Lilly Kjellström, svensk skådespelare. (död 1969)
- 29 september – Enrico Fermi, italiensk-amerikansk fysiker, nobelpristagare. (död 1954)

### Fjärde kvartalet

#### Oktober
- 10 oktober – Alberto Giacometti, schweizisk skulptör och målare. (död 1966)
- 13 oktober – Irja Browallius, svensk författare. (död 1968)
- 21 oktober – Joseph S. Clark, amerikansk demokratisk politiker, senator 1957–1969. (död 1990)

#### November
- 3 november
  - Leopold III, belgisk kung 1934–1951. (död 1983)
  - André Malraux, fransk författare och politiker. (död 1976)
- 4 november – Adriano Olivetti, italiensk ingenjör, skrivmaskinstillverkare. (död 1960)
- 14 november – Christian Elling, dansk professor och konsthistoriker. (död 1974)
- 17 november – Walter Hallstein, tysk politiker. (död 1982)
- 18 november – George Gallup, amerikansk sociolog och statistiker. (död 1984)
- 25 november – Arthur Liebehenschel, tysk nazist, SS-Obersturmbannführer. (död 1948)
- 28 november – Edwina Mountbatten, brittisk hjälparbetare. (död 1960)

#### December
- 5 december
  - Walt Disney, amerikansk filmproducent. (död 1966)
  - Werner Heisenberg, tysk fysiker, nobelpristagare. (död 1976)
- 14 december – Paul I, kung av Grekland 1947–1964. (död 1964)
- 16 december – Margaret Mead, amerikansk socialantropolog. (död 1978)
- 18 december – Francis J. Myers, amerikansk demokratisk politiker. (död 1956)
- 20 december – Robert Van de Graaff, amerikansk fysiker. (död 1967)
- 27 december
  - Oscar Carlsson, svensk pappersbruksarbetare och politiker. (död 1970)
  - Marlene Dietrich, tysk-amerikansk skådespelare och sångerska. (död 1992)
  - Stanley William Hayter, brittisk målare och grafiker. (död 1988)
- 31 december – Karl-August Fagerholm, finlandssvensk socialdemokratisk politiker, Finlands statsminister 1948–1950, 1956–1957 och 1958–1959. (död 1984)

## Avlidna

### Första kvartalet

#### Januari
- 5 januari – Curtis Hooks Brogden, 84, amerikansk politiker.
- 9 januari – Frank Gay Clarke, 50, amerikansk republikansk politiker, kongressledamot 1897–1901.
- 14 januari – Charles Hermite, 78, fransk matematiker.
- 16 januari – Hiram Rhodes Revels, 73, amerikansk republikansk politiker, senator 1870–1871.
- 17 januari – Frederic William Henry Myers, 57, engelsk poet.
- 22 januari – Viktoria, 81, regerande drottning av Storbritannien sedan 1837.
- 27 januari – Giuseppe Verdi, 87, italiensk operakompositör.

#### Februari
- 7 februari – Ana Betancourt, 68, kubansk frihetskämpe.
- 10 februari – Telemaco Signorini, 65, italiensk målare.
- 21 februari – Stephen M. White, 48, amerikansk demokratisk politiker, senator 1893–1899.
- 22 februari – George Francis FitzGerald, 49, irländsk fysiker.

#### Mars
- 13 mars – Benjamin Harrison, 67, amerikansk politiker, USA:s president 1889–1893.
- 16 mars – Marriott Brosius, 58, amerikansk republikansk politiker, kongressledamot 1889–1901.

### Andra kvartalet

#### April
- 11 april
  - Ivar Hallström, 74, svensk kompositör.
  - Gunnar Eriksson i Mörviken, 68, svensk lantbrukare och politiker.
- 12 april – Auguste Sabatier, 61, fransk protestantisk teolog.
- 24 april – Arvid Posse, 81, svensk politiker, greve och godsägare, Sveriges statsminister 1880–1883.

#### Maj
- 23 maj – John Riley Tanner, 57, amerikansk republikansk politiker, guvernör i Illinois 1897–1901.
- 27 maj – Artur Hazelius, 67, svensk filolog och folklivsforskare, grundare av Nordiska museet och friluftsmuseet Skansen [1].

#### Juni
- 5 juni – Dagny Juel, 33, norsk författare.
- 11 juni – William J. Samford, 56, amerikansk politiker, guvernör i Alabama 1900-1901.
- 16 juni – Herman Grimm, 73, tysk författare och konsthistoriker.
- 18 juni – Hazen S. Pingree, 60, amerikansk republikansk politiker.
- 21 juni – Carl Otto Bergman, 73, svensk militär, industriman, kommunalpolitiker och riksdagsman.

### Tredje kvartalet

#### Juli
- 12 juli – Richard B. Hubbard, 68, amerikansk demokratisk politiker och diplomat.
- 20 juli – Johan Laurentz, 50, svensk arkitekt.

#### Augusti
- 5 augusti – Viktoria av England, 60, engelsk prinsessa som blev tysk kejsarinna och drottning av Preussen.
- 12 augusti
  - Francesco Crispi, 82, italiensk politiker, premiärminister 1887–1891 och 1893–1896.
  - Adolf Erik Nordenskiöld, 68, svensk mineralog och polarforskare.
- 15 augusti – Julia von Hausmann, 75, rysk psalmförfattare.
- 24 augusti – Gunnar Wennerberg, 83, svensk skald, tonsättare och ecklesiastikminister [4].

#### September
- 1 september – Samuel D. Burchard, 65, amerikansk demokratisk politiker, kongressledamot 1875–1877.
- 2 september – Luigi Maria d'Albertis, 59, italiensk naturforskare och upptäcktsresande.
- 3 september – Friedrich Chrysander, 75, tysk musikhistoriker.
- 8 september – Johannes von Miquel, 73, tysk politiker.
- 9 september – Henri de Toulouse-Lautrec, 36, fransk konstnär, känd för skildringar av Paris nöjesliv [2].
- 10 september – Emanuella Carlbeck, 72, svensk socialreformator.
- 14 september – William McKinley, 58, amerikansk politiker, USA:s president sedan 1897 (mördad) [7].
- 24 september – Fredrik Åkerblom, 62, svensk tidningsredaktör och riksdagsman.
- 28 september – Emil Goetze, 45, tysk operasångare.

### Tredje kvartalet

#### Oktober
- 18 oktober – August Malmström, 72, svensk konstnär och professor vid Konstakademin.
- 29 oktober – Leon Czolgosz, 28, William McKinleys mördare (avrättad).

#### November
- 27 november – Davis H. Waite, 76, amerikansk politiker, guvernör i Colorado 1893–1895.
- 30 november – Albrecht Weber, 76, tysk orientalist.

#### December
- 6 december – Bertha Wehnert-Beckmann, 86, tysk fotograf.
- 24 december – Lev Ivanov, 67, rysk balettdansör och koreograf.

## Nobelpris[14]
- Fysik – Wilhelm Conrad Röntgen, tysk fysiker.
- Kemi – Jacobus Henricus van 't Hoff, nederländsk kemist.
- Medicin – Emil von Behring, tysk läkare.
- Litteratur – Sully Prudhomme, fransk författare.
- Fred
  - Henri Dunant, Schweiz.
  - Frédéric Passy, Frankrike.

### Fotnoter
1. 1 2 3 4 5 6 7 8 9 10 11 12 13  20:e århundrades När Var Hur – 1901, Bernt Himmelstedt, Forum, 1999
2. 1 2 3 4 5 6 7 8 9  100 år med Aftonbladet – 1901, 1999
3. 1 2  Faktakalendern 1997, Semic, 1996
4. 1 2 3 4 5 6 7 8 9  Hundra år i Sverige – 1901, Hans Dahlberg, Albert Bonniers, 1999
5. 1 2 3 4 5 6 7  Sverige 1900-talet – 1900, NE, Bra Böcker, 2000
6. 1 2 3 4 5 6 7  Almanack för alla 1911 – Kronologisk förteckning öfver de märkligaste händelserna under åren 1901-1910
7. 1 2 3  Faktakalendern 2000 – 1901 (Utlandet) , Semic, 1999
8. ↑  ”"NHI Resolution No.7, Series 2002"”. Arkiverad från originalet den 21 juli 2011. https://web.archive.org/web/20110721112715/http://www.nhi.gov.ph/files/NHI_res_7_s2002.pdf.. National Historical Institute. Läst 30 mars 2010.
9. ↑  ”Svenska Spårvägssällskapet”. http://www.sparvagssallskapet.se/atlas/system.php?id=63. Läst 3 april 2011.
10. ↑  ”USA:s militära insatser i utlandet 1798-2004”. Arkiverad från originalet den 12 oktober 2011. https://www.webcitation.org/62NCLaa95?url=http://www.history.navy.mil/library/online/forces.htm.
11. ↑  Bussey, Gordon (2000). Marconi's Atlantic Leap. Coventry: Marconi. ISBN 0-9538967-0-6
12. ↑  ”International Butler Academy”. Arkiverad från originalet den 11 september 2011. https://web.archive.org/web/20110911123133/http://www.butlerschool.com/interesting_facts.htm. Läst 26 september 2011.
13. ↑  Sverige 1900-talet – Är du likaberättigad, lilla vän?, NE, Bra Böcker, 2000
14. ↑  ”Nobelpriset”. https://www.nobelprize.org/prizes/lists/all-nobel-prizes/. Läst 10 april 2011.